# 0 janvier
Pour le dictateur démagogue de la comédie musicale Starmania, voir Zéro Janvier.
0 janvier est une date fictive conventionnelle utilisée dans certaines éphémérides astronomiques pour désigner le jour précédant le 1er janvier. Cet artifice permet de conserver le millésime nominal de l’année pour laquelle l’éphéméride est publiée. Ce jour est identique au 31 décembre de l’année précédente.
Pour des raisons similaires, la date fictive du 0 mars a été définie par l’algorithme de la Doomsday rule « inventé » par John Conway.

## Utilisation
La date du 0 janvier a été utilisée dans la définition de la seconde entre 1956 et 1967, définie alors comme la fraction 1⁄31 556 925,974 7 de l’année tropique au 0 janvier 1900 à 12 h en temps des éphémérides.
Cette date fictive a pu inspirer le personnage du « méchant » Zéro Janvier, aux auteurs du spectacle musical « Starmania ».